# E-10預警機
E-10预警机为诺斯罗普·格鲁曼公司基于波音767-400ER型客机研发的多用途预警机，用于取代E-3、E-4B、E-8、RC-135等预警/侦查机。项目于2003年启动，2007年因美国空军预算原因而取消。

## 发展
2003年，诺斯罗普·格鲁曼公司、波音公司和雷神公司获得了一份价值2.15亿美元的合同，用于E-10 MC2A的预SDD（系统开发和演示）开发。MC2A为英文（多传感器指挥控制飞机）的缩写。意在成为最终的战区指挥中心。
最初计划将地面搜索雷达和空中预警雷达整合在一起，但随后由于电子干扰和功率过大原因而取消。而美国空军则决定将E-10分为两个机队：一种作为空中预警机使用，而一种则计划把分属于不同机型的战地侦查系统整合到一起使用。同时亦有提出作为空中指挥机的想法。
基于上述要求，E-10 MC2A将提供三個分支型號：

### 导弹防御平台
基于多平台雷达技术插入计划（MP-RTIP），此版本可提供强大的巡航导弹跟踪能力，并可增强E-8预警机的地面跟踪能力。

### 预警机
此版本计划替代E-3预警机，计划使用主動式相位陣列雷達。

### 侦查机
此版本计划替代现有侦查机（如RC-135等）。

## 计划缩减和取消
2006年1月，空军2007财年预算请求显示，取消了E-10的SDD计划，E-10计划现在称为E-10A技术开发计划（TDP）。TDP阶段将对MP-RTIP广域监视（WAS）雷达进行飞行测试，并对E-10A的巡航导弹防御（CMD）能力进行飞行演示。取消SDD旨在作为一项削减成本的措施，也是空军实现大规模重组的一部分，包括将58架波音B-52H、波音E-4B机队和洛克希德F-117机队的退役计划。（但最终仅F-117实现了完全退役）
因预算压力和相互竞争事项，E-10计划最终在2007财年末取消。然而，美国空军继续为MP-RTIP雷达項目提供资金，而有關雷達系統最終被用于EQ-4B无人机上。
在計劃終止後，波音公司將E-10原型机保留在华盛顿埃弗雷特工厂，直到2009年1月出售给巴林作为行政专机使用，並命名為「巴林灣號」，成為最後一架交付、以至唯一交付至外國用戶的767-400ER。

## 性能规格
基于波音767-400ER：
规格
定员：2 + 任务人员
长度：201英尺1英寸（61.3米）
翼展：170英尺3英寸（51.9米）
高度：55英尺1英寸（16.8米）
空重：228,999磅（103,872公斤）
最大起飞重量：449,999磅（204,116公斤）
动力装置：2台普惠PW4000-94高涵道比涡扇发动机，单台推力为63,300 lbf（282 kN）
性能
最高速度：493节（567英里/小时，913公里/小时）/0.86马赫
巡航速度：460海里（529英里/小时，851公里/小时）/0.80马赫
航程：5,600海里（6,440英里，10,370公里）
升限：40,000英尺（12,200米）